# Cars (Gironda)
Cars es una población y comuna francesa del departamento de Gironda en la región de Nueva Aquitania.

## Demografía
| 1 160 | 1 255 | 1 178 | 1 191 | 1 186 | 1 189 | 1 162 |
| Para los censos de 1962 a 1999 la población legal corresponde a la población sin duplicidades (Fuente: INSEE [Consultar]) |       |       |       |       |       |       |